# Brunello Spinelli
Pour les articles homonymes, voir Spinelli.
Brunello Spinelli, né le 26 mai 1939 à Florence et mort le 6 février 2018 dans la même ville, est un joueur de water-polo italien.

## Carrière
Avec l'équipe d'Italie de water-polo masculin, il remporte la médaille d'or des Jeux olympiques d'été de 1960.